# Colin-Wolber
El equipo ciclista 'Colin-Wolber'  fue un equipo ciclista  francés, maillot verde y dorado, activo entre 1930 y 1940, patrocinado por Colin. A partir de 1934, el equipo pasó a ser de nacionalidad belga. 

## Principales resultados

### Grandes Vueltas
- Vuelta a España
  - Victorias finales
    - 1935: Gustaaf Deloor
    - 1936: Gustaaf Deloor

  - Victorias de etapas
    - 1935: Gustaaf Deloor (3), Mariano Cañardo (2) y Joseph Huts
    - 1936: Gustaaf Deloor (3) y Alfons Deloor

- Tour de Francia
  - Victorias de etapas
    - 1937: Gustaaf Deloor

### Otras carreras
- Volta a Cataluña: Mariano Cañardo (1936)

## Corredores destacados
| - 1930 - Sadi Leport - 1931 - Guiseppe Abbondio - Sadi Leport - 1932 - Guiseppe Abbondio - 1933 - Guiseppe Abbondio - Sadi Leport - Robert Brugere - 1934 - Alfons Deloor - 1935 - Gustaaf Deloor - Alfons Deloor - Antoine Dignef | - 1936 - Gustaaf Deloor - Alfons Deloor - Mariano Cañardo - Joseph Huts - Paul Egli - Louis Noens - Antoine Dignef - 1937 - Louis Noens - Paul Egli - Antoine Dignef - Gustaaf Deloor - Alphons Schepers - 1938 - Joseph Huts - Alphons Schepers - 1939 - Gustaaf Deloor - Alfons Deloor - Joseph Moerenhout - Albert Van Wesemael - 1940 - Alfons Deloor |